# Керол-Стрім (Іллінойс)
Керол-Стрім (англ. Carol Stream) — селище (англ. village) в США, в окрузі Дюпаж штату Іллінойс. Населення — 39 854 особи (2020).

## Географія
Керол-Стрім розташований за координатами 41°55′12″ пн. ш. 88°8′0″ зх. д. / 41.92000° пн. ш. 88.13333° зх. д. (41.919896, -88.133255).  За даними Бюро перепису населення США в 2010 році селище мало площу 24,40 км², з яких 23,55 км² — суходіл та 0,84 км² — водойми.

## Демографія
Згідно з переписом 2010 року, у селищі мешкало 39 711 особа в 14 264 домогосподарствах у складі 10 247 родин. Густота населення становила 1628 осіб/км².  Було 15050 помешкань (617/км²).
Расовий склад населення:
| - 70,7 % — білих - 14,6 % — азіатів - 6,1 % — чорних або афроамериканців - 0,3 % — корінних американців - 5,5 % — осіб інших рас |

До двох чи більше рас належало 2,7 %. Частка іспаномовних становила 14,2 % від усіх жителів.
За віковим діапазоном населення розподілялося таким чином: 25,3 % — особи молодші 18 років, 66,1 % — особи у віці 18—64 років, 8,6 % — особи у віці 65 років та старші. Медіана віку мешканця становила 35,5 року. На 100 осіб жіночої статі у селищі припадало 95,5 чоловіків;  на 100 жінок у віці від 18 років та старших — 91,8 чоловіків також старших 18 років.
Середній дохід на одне домашнє господарство  становив 81 974 долари США (медіана — 73 229), а середній дохід на одну сім'ю — 96 394 долари (медіана — 89 783). Медіана доходів становила 55 025 доларів для чоловіків та 42 568 доларів для жінок. За межею бідності перебувало 8,6 % осіб, у тому числі 12,5 % дітей у віці до 18 років та 5,3 % осіб у віці 65 років та старших.
Цивільне працевлаштоване населення становило 22 532 особи. Основні галузі зайнятості: виробництво — 20,1 %, освіта, охорона здоров'я та соціальна допомога — 19,9 %, роздрібна торгівля — 12,3 %, науковці, спеціалісти, менеджери — 10,5 %.